# El segundo libro de las sergas de Esplandián
El segundo libro de las sergas de Esplandián es un libro de caballerías italiano, obra de Mambrino Roseo. Fue impresa por primera vez en Venecia en 1564 por Michele Tramezzino. Es una continuación de la obra española Las sergas de Esplandián de Garci Rodríguez de Montalvo, quinto libro del ciclo de Amadís de Gaula.

El título original de esta obra es Il secondo libro delle prodezze di Splandiano, imperator di Constantinopoli, aggiunto al quinto libro di Amadis di Gaula, novamente ritrovato negli annali di Greci. Comprende 158 capítulos, que relatan nuevas aventuras de Esplandián, su padre Amadís, su tío Florestán y otros caballeros. La acción se intercala entre la de Las Sergas de Rodríguez de Montalvo y la del Lisuarte de Grecia de Feliciano de Silva, séptimo libro del ciclo amadisiano español. Se inicia cuando Urganda la Desconocida decide suspender el encantamiento de Amadís de Gaula y sus hermanos en la Ínsula Firme, para que protagonicen nuevas aventuran en el reino de Alquimora. Esplandián libera a los amantes del Valle Incendiado. Amadís es capturado en la Península Serpentina, pero obtiene la hierba maravillosa para curar a la princesa Alquimora y al príncipe de China. Florestán tiene amoríos con la doncella Ardelia, con la que engendra una hija, Marciana, y socorre a Lucidiana, princesa heredera de los reinos de Orán y Siponto, con la cual engendra otro hijo, Flordauro. Después de muchas vicisitudes, los caballeros dirimen un conflicto entre los reinos de China y Japón. Finalmente, Urganda conduce a todos de regreso a la Ínsula Firme en un dragón volante y allí los deja encantados de nuevo.

La obra alcanzó una popularidad considerable, ya que fue reimpresa en Venecia  en 1582, 1592, 1599, 1600, 1609 y 1613.